# 提姆巴蘭
提姆巴蘭（英語：Timbaland，1972年3月10日—），原名蒂莫西·札卡里·莫斯利（Timothy Zachary Mosley），為作曲家、唱片製作人、歌手、饒舌人，擅長節奏藍調、Hip-hop、流行音樂。
有些評論家認為Timbaland是繼菲尔·斯佩克特後最具破壞力的音樂製作人。Timbaland 的製作風格是用空間和節奏把非正統的安排、聲音、使用儀器混在一起。在1990-2000年代，他為其他歌唱類型歌手創作了不少單曲，這次合成極為成功。這些歌手包括：OneRepublic、宇多田光、布兰蒂、Ludacris、妮莉·費塔朵、贾斯汀·汀布莱克、Jay-Z、蜜西·艾莉特、五角、Aaliyah、碧玉、艾希莉·辛普森、小野貓、季馬·比蘭、Soshy以及凱蒂·佩芮。除此之外，他亦和拍檔Magoo一起作二重唱或獨唱。

## 早年
提姆巴蘭在美國維珍尼亞州諾福克出生。

## 专辑
- 1997年：《Welcome to Our World》
- 1998年：《Tim's Bio: Life from da Bassment》
- 2001年：《Indecent Proposal》
- 2003年：《Under Construction, Part II》
- 2007年：《Shock Value》
- 2009年：《Shock Value 2》

## 外部連結
- 官方网站
- 提姆巴蘭在Allmusic上的頁面
- Timbaland （页面存档备份，存于） at Yahoo! Music
- Timbaland at Billboard.com